# 爪哇大豆
爪哇大豆（学名：[Neonotonia wightii] 错误：{{Lang}}：文本有斜体标记（帮助））为豆科爪哇大豆属下的一个种。